# Auguste Lutaud
Pour les articles homonymes, voir Lutaud.
Auguste Joseph Lutaud, né à Mâcon le 28 octobre 1847 et mort dans la même ville le 25 août 1925, est un médecin-gynécologue, écrivain, cryptarque et voyageur français.

## Biographie
Après des voyages en Afrique du Nord, en Égypte, aux Antilles et au Pérou, il visite les États-Unis une première fois juste après la guerre de Sécession (1865) puis, après deux voyages à Panama (1886 et 1891), en 1894 pour un congrès scientifique à Washington.
Il visite alors New York, Boston, Newport et Philadelphie avant de se rendre à Washington. Il part ensuite à Baltimore puis Chicago, voit les chutes du Niagara et rentre en France.
Il acquiert l'île d'Or le 3 février 1909. Un acte notarié, détenu par ses descendants atteste d'un prix de 300 francs-or — soit 1 191,73 euros en 2019. Selon Bureau-Lagane — membre de la troisième et actuelle famille propriétaire — les successeurs de Lutaud rapportent qu'à la suite d'une partie de whist Léon Sergent « ayant perdu une somme assez importante, propose de le [Lutaud] rembourser en cédant l'île ». Ceci semble une rumeur peu vraisemblable ; l'hypothèse d'une proposition d'achat à Sergent, dont le départ prochain et définitif dans le Jura est connu, parait plus probable. Il entreprit au début du XXe siècle l'édification d'une tour dite sarrazine de 18 m de haut qui fut achevée en 1910. Satisfait du résultat, il s'autoproclama la même année Auguste Ier roi de l'île d'Or, d'autres fêtes, dont l'une fastueuse en 1913, sont données. Des vignettes et des médailles furent créés figurant l'île d'Or.
Directeur de publication de L'Argus médical (1896-1898), du Journal de médecine de Paris et de La Médecine anecdotique, historique, littéraire (1901-1904), Auguste Lutaud est aussi à l'origine de la publication du Parnasse hippocratique, recueil de poésies fantaisistes, tirées de différents auteurs plus ou moins drôlatiques, sous le pseudonyme de Docteur Minime en 1884.

## Positions médico-sociales
Lors des débats parlementaires sur le rétablissement du divorce (1882-1884), Lutaud est partisan du droit de divorcer. Médecin « héréditariste », il souhaite étendre les « cas de divorce » aux maladies les plus dangereuses et les plus héréditaires.
Il fait partie des opposants les plus virulents à Louis Pasteur (1822-1895), dans son ouvrage Études sur la rage et la méthode Pasteur (1886),.
Sur la question de la prostitution et des maisons de tolérance, il se range du côté des « abolitionnistes » (partisans de l'interdiction pure et simple) qui ne parviennent pas à l'emporter sur les « néo-règlementaristes » (surveillance et contrôle médical) emmenés par Alfred Fournier (1832-1914).

## Publications
On lui doit de nombreux articles dans des revues de médecine ainsi que des traductions d'études de médecine anglaises et les ouvrages suivants :
- Du vaginisme, ses causes, sa nature, son traitement, 1874
- Manuel de médecine légale et de jurisprudence médicale, 1877
- Étude critique sur l'ovariotomie normale ou opération de Battey, 1879
- Étude médico-légale sur les assurances sur la vie, assurances contre les accidents, rentes viagères, 1882
- Traité pratique de l'art des accouchements, avec Xavier Delore, 1883
- Précis des maladies des femmes, 1883
- La Prostitution et la traite des blanches à Londres et à Paris, 1886
- Études sur la rage et la méthode Pasteur, Paris, 1886 ; 2e édit., sous le titre Nouvelles études..., Paris, 1891[6].
- Formulaire des médicaments nouveaux : 1 000 formules usuelles, à l'usage des médecins praticiens et portant principalement sur les médicaments et les médications nouvelles, 1889
- Leçons de gynécologie opératoire, avec François Vulliet, 1889
- Nouvelles études sur l'isolement des contagieux en France et en Angleterre, 1890
- La Stérilité chez la femme et son traitement médico-chirurgical, 1890
- Manuel des maladies des femmes, 1891
- Manuel de médecine légale et de jurisprudence médicale, 1892
- Consultations sur les maladies des femmes, formulaire et traitement des affections gynécologiques les plus fréquentes, suivi de considérations pratiques sur l'examen gynécologique, 1895
- Les États-Unis en 1900, 1896
- Les États-Unis en 1900, Paris, Société d'éditions scientifiques, 1896, I-XVI ; 17-300, in-18 (lire en ligne).
- Aux États-Unis, 1897
- Manuel complet de gynécologie médicale et chirurgicale, 1900
- Le Crime du Capitaine, roman, 1924

Ainsi que d'autres publications moins sérieuses :
- Docteur Minime (pseudonyme d'Auguste Lutaud), Le Parnasse hippocratique, Paris, A. Maloine, 1896, 288 vues, in-8 (lire en ligne)[9]